# Пеньо Велков
Пеньо Велков е български индустриалец, общественик и дарител.

## Биография
Пеньо Велков е роден през 1850 година в Дряново в семейството на крупен индустриалец. Началното си образование получава в родния си град. Продължава да учи в Учи в Петропавловския манастир и завършва Духовна семинария. Дряновецът строи първата модернизирана мелница, край село Пушево. Години след това, постоява и голяма мелница в пролома „Дервент“ край Велико Търново.
Велков дарява много средства за читалище „Надежда“, ТД „Трапезица“, Мъжката и Девическата гимназия в Търново. Също така, оставя на митрополията много средства, с които да се построи Девическо сиропиталище, носещо името „Пеньо и Мария Велкови“.
Велков почива на 7 август 1916 г.